# Chase Center
Chase Center é uma arena coberta localizada no bairro de Mission Bay, em San Francisco, Califórnia. O edificio é a arena local do Golden State Warriors da National Basketball Association (NBA), o Golden State Valkyries da Women's National Basketball Association (WNBA) e ocasionalmente para as equipes de basquete masculino e feminino da Universidade de San Francisco na National Collegiate Athletic Association (NCAA). Os Warriors, que estão sediados na área da Baía de São Francisco desde 1962, jogaram suas partidas em casa na Oakland Arena, em Oakland, de 1971 a 2019. O Chase Center foi inaugurado em 6 de setembro de 2019 e tem capacidade para 18.064 espectadores nos jogos dos Warriors.
A arena também inclui as instalações de treino dos Warriors, conhecidas como Oracle Performance Center.

## Local e design

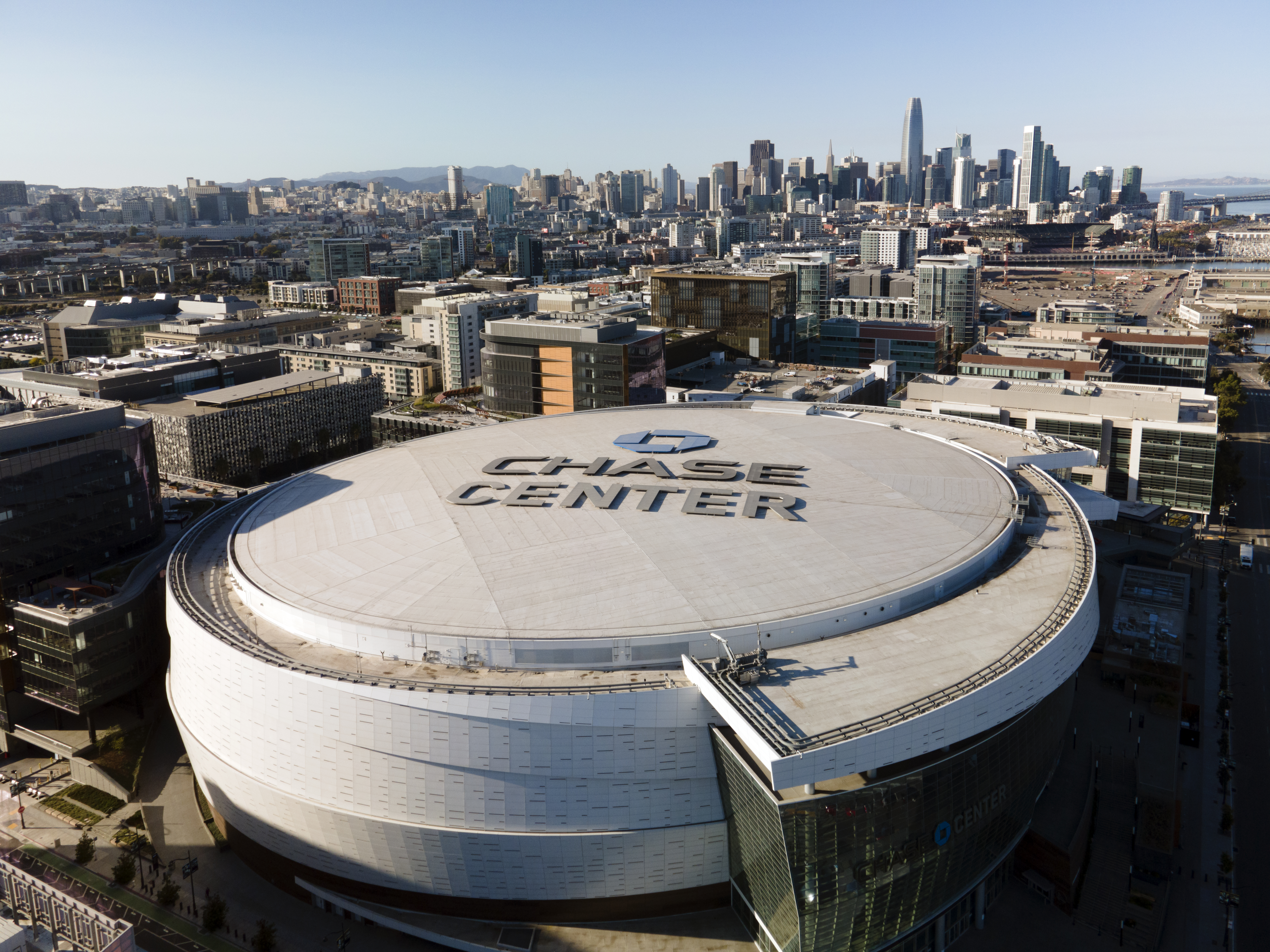
Visão aérea de outubro de 2020 do Chase Center com o centro de San Francisco ao fundo.

A localização da arena, que é a casa do Golden State Warriors, fica em San Francisco, na interseção da Third St. com a 16th St. A arena é composta por múltiplos níveis e pisos, possui capacidade para 18.064 espectadores e uma área multiuso que inclui uma configuração de teatro com uma entrada que tem vista para um parque recém-construído. O local também contém 54.000 m² de espaço de escritório e possui 9.300 m² de espaço comercial. O Chase Center inclui também uma praça pública e área de recreação de 3.250 m² projetada pelo escritório de arquitetura paisagística SWA Group. A arena possui um estacionamento com aproximadamente 950 vagas e é acessível por transporte público na área, incluindo uma linha de trem leve e duas linhas de ônibus transversais a até dois quarteirões, além de um terminal de balsa e estação regional de trem a uma caminhada de dez minutos.
A estação UCSF/Chase Center está localizada ao lado da arena na linha de trem leve T Third Street. Em 2023, a San Francisco Municipal Railway inaugurou o Central Subway. Esta nova linha de metrô de trem leve conecta a arena e a Universidade da Califórnia em São Francisco (UCSF) aos hotéis do centro, centros de convenções, ao bairro residencial de Chinatown, e às linhas de metrô e trem que servem toda a área da Baía de São Francisco. Com um investimento de cerca de US$1 bilhão, o Chase Center é o ponto central de um terreno de 11 acres que, além da arena, inclui cafés, escritórios, praças públicas e um parque público à beira-mar de cinco hectares e meio.

## Desenvolvimento

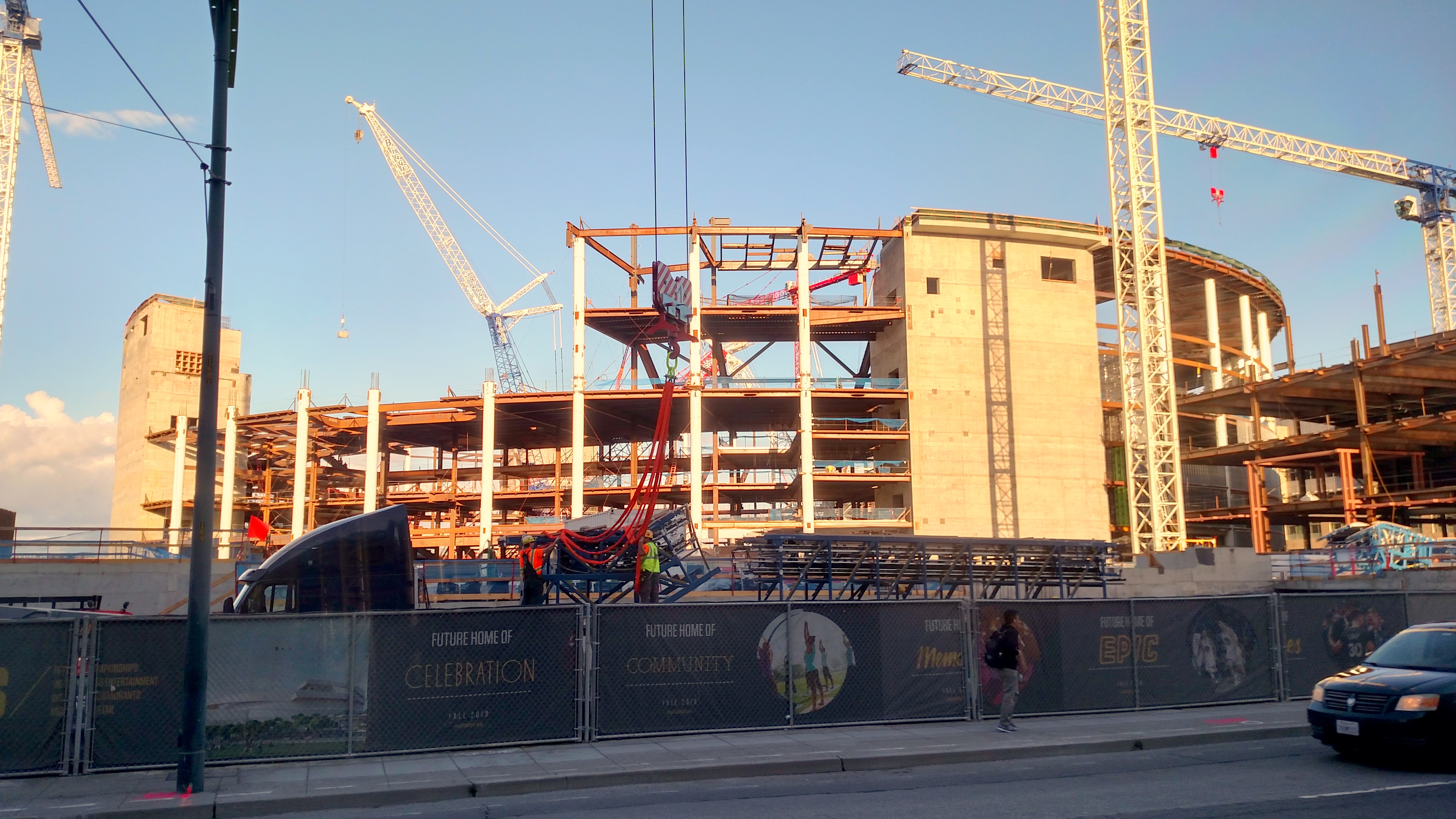
A Arena em construção em abril de 2018

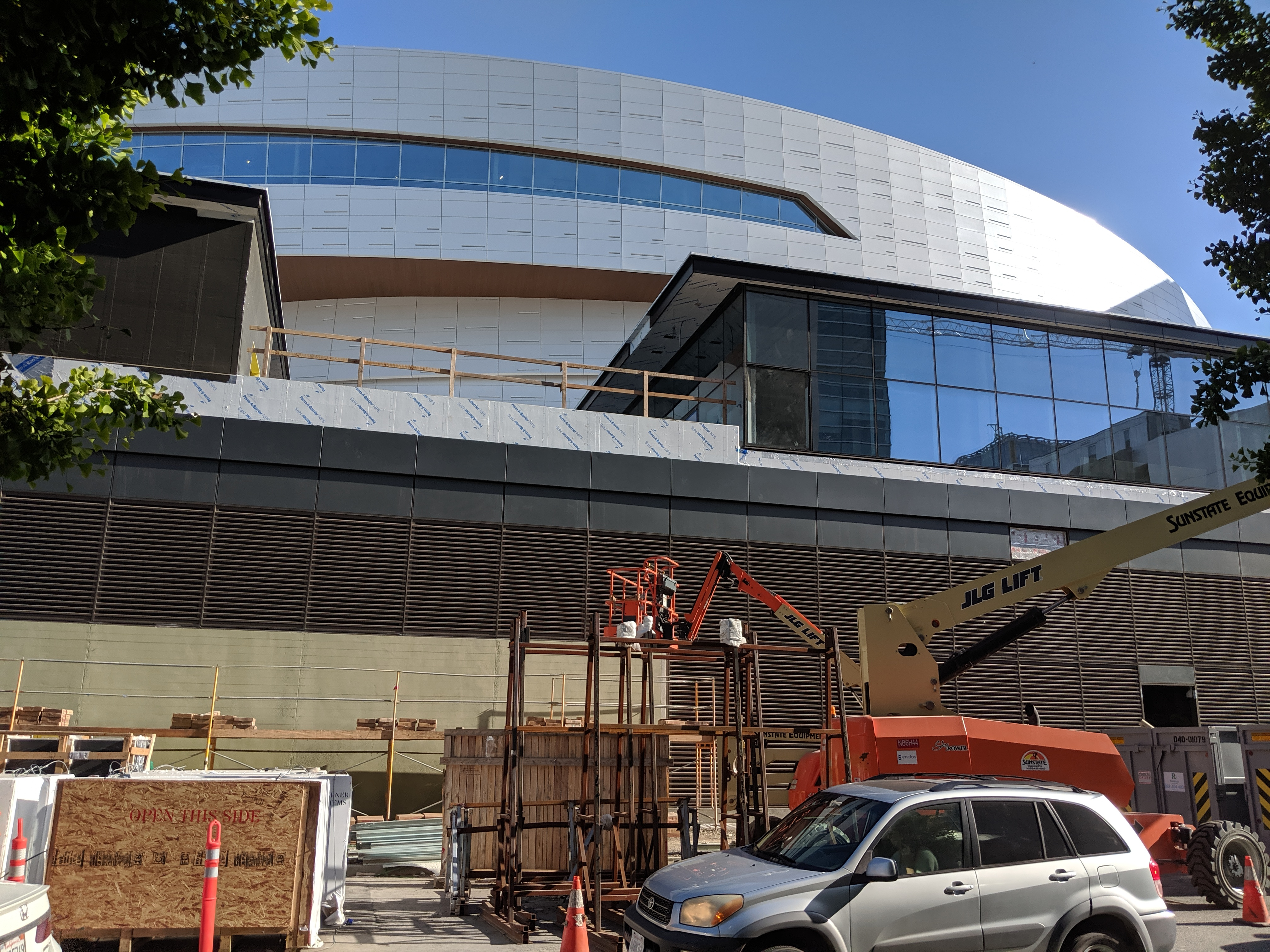
A Arena em construção em maio de 2019

O plano para construir uma nova arena foi anunciado em 22 de maio de 2012, em uma coletiva de imprensa do Golden State Warriors no local proposto, que contou com a presença do então prefeito de San Francisco, Ed Lee, do então comissário da NBA, David Stern, do então vice-governador da Califórnia, Gavin Newsom, dos proprietários Joe Lacob e Peter Guber, além de funcionários dos Warriors e autoridades da cidade. Uma nova arena, financiada privadamente com um custo estimado de US$500 milhões e capacidade entre 17.000 a 19.000 assentos, estava planejada para ser construída no píer ao longo da orla da Baía de São Francisco, entre o San Francisco Ferry Building e o Oracle Park. Um mês após o anúncio, a Associação de Bairros de South Beach-Rincon-Mission Bay criticou o local e afirmou que um segundo grande local esportivo na área não tornaria mais "amigável para famílias". O ex-prefeito de San Francisco, Art Agnos, começou a falar em dezenas de reuniões comunitárias contra a arena proposta, argumentando que o projeto era impulsionado por dois bilionários de fora da cidade e teria um impacto severo no tráfego e nas vistas da cidade. Em 30 de dezembro de 2013, uma proposta de votação foi submetida à cidade intitulada "Waterfront Height Limit Right to Vote Act". A iniciativa foi incluída na cédula de junho de 2014 como Proposição B, e sua aprovação afetaria três desenvolvimentos importantes na orla, incluindo a arena proposta dos Warriors.
Em 19 de abril de 2014, os Warriors abandonaram os planos para o local do píer e adquiriram um terreno de 12 acres de propriedade da Salesforce no bairro de Mission Bay, por um valor não divulgado. A arena foi financiada privadamente. O arquiteto do projeto foi a MANICA Architecture, e o plano para o Chase Center era construí-lo até 2019, antes do início da temporada da NBA. No entanto, o plano para a abertura antecipada do Chase Center foi adiado várias vezes devido a muitas reclamações sobre a localização. A construção da arena começou em janeiro de 2017.
Em abril de 2015, o site de Mission Bay foi contestado pela Mission Bay Alliance, que citou tráfego, falta de estacionamento e o uso de espaço que poderia ser destinado à expansão da Universidade da Califórnia em São Francisco, entre outras razões, como seus motivos de oposição. Eles argumentaram que a arena estaria localizada perto do UCSF Benioff Children's Hospital e aumentaria o tráfego na área. Para evitar que o plano de construir o Chase Center fosse anulado, representantes do projeto trabalharam para resolver essas questões, como tráfego e estacionamento.
Em 28 de janeiro de 2016, foi anunciado que o JPMorgan Chase havia adquirido os direitos de nomeação da arena, que passaria a ser conhecida como Chase Center.
Os Golden State Warriors realizaram a cerimônia oficial de inauguração do Chase Center em 17 de janeiro de 2017.

## Abertura
A arena teve sua grande inauguração em 6 de setembro de 2019, com um concerto do Metallica e da Orquestra Sinfônica de San Francisco. O primeiro jogo da pré-temporada no Chase Center ocorreu em 5 de outubro de 2019, quando os Warriors perderam para o Los Angeles Lakers por 123-101. Os Warriors disputaram seu primeiro jogo da temporada regular em 24 de outubro de 2019, perdendo por 141-122 para o Los Angeles Clippers.

## Controvérsias

### Construção e locação
Muitos residentes antigos de Oakland sentiram que a construção de uma nova arena para os Warriors é uma manifestação do fenômeno de gentrificação. Além disso, muitos que apoiaram os Warriors durante seus anos na Oracle Arena se sentem traídos pela decisão da equipe de se mudar para San Francisco. Há também a questão dos custos públicos associados à nova arena, tanto em San Francisco quanto em Oakland.
Nas eleições de San Francisco em 2018, a Proposição I foi colocada na cédula como "uma iniciativa para desencorajar a realocação de equipes esportivas estabelecidas", em resposta direta à mudança proposta dos Warriors de Oakland para San Francisco. Embora destinada a bloquear a mudança, os termos desta lei proposta eram não vinculativos. A Proposição I foi derrotada em 5 de junho de 2018, após receber 97.863 votos a favor da medida em comparação com 130.916 votos contra.

### COVID-19
Em 11 de março de 2020, a cidade de San Francisco anunciou uma proibição temporária de eventos públicos e reuniões com mais de 1.000 pessoas devido à pandemia de COVID-19 em curso. Devido a essa proibição, os Warriors anunciaram que seus jogos em casa seriam realizados sem a presença de espectadores, começando com o jogo de 12 de março contra o Brooklyn Nets. No entanto, um dia antes do jogo ser programado para ocorrer, a NBA anunciou que suspenderia indefinidamente o restante da temporada de 2019-20 devido ao surto, após Rudy Gobert testar positivo para o vírus.

### Incidente em show
No dia 17 de outubro de 2021, durante um concerto da banda Phish no Chase Center, um indivíduo caiu de um nível superior da arena e faleceu devido aos ferimentos. Outros dois fãs também ficaram feridos em um incidente de queda durante o mesmo concerto, mas sobreviveram com ferimentos não ameaçadores à vida. Vários fãs do Phish que compareceram aos dois concertos da banda no local expressaram preocupações à mídia local sobre o design e a segurança das barreiras e corrimãos que separavam os níveis da arena. O Departamento de Inspeção de Construção de São Francisco inspecionou o Chase Center após uma reclamação anônima sobre os guarda-corpos baixos dos balcões e escadas íngremes, que foi registrada após o concerto. Em 21 de outubro, os inspetores de construção consideraram o Chase Center em conformidade com os códigos de construção da cidade.

## Lutas

### Luta livre
Chase Center sediou 4 eventos profissionais de luta livre:
- WWE Raw, 23 de setembro de 2019 e 11 de outubro de 2021
- WWE SmackDown, 24 de setembro de 2019 (este foi o último evento SmackDown a ser transmitido nas noites de terça-feira na USA Network antes de sua mudança para a Fox nas noites de sexta-feira na semana seguinte)
- AEW realizou seu evento anual de PPV Revolution no dia 5 de março de 2023.

### Boxe
Devin Haney vs. Regis Prograis foi realizado no Chase Center em 9 de dezembro de 2023.